# Stazione di Venezia Mestre
La stazione di Venezia Mestre è il principale scalo ferroviario della terraferma del comune di Venezia. È gestita da Rete Ferroviaria Italiana che la classifica all'interno della categoria Gold, mentre l'area commerciale del fabbricato viaggiatori è di competenza di Grandi Stazioni.
L'impianto, ubicato in località Mestre, è posto alla progressiva chilometrica 257+907 della linea Milano-Venezia e a quella 27+778 della sezione Piove di Sacco - Mestre. Inoltre è il punto di origine del chilometraggio di tutte le altre linee che vi convergono.
La stazione costituisce l'estremità settentrionale del tronco ferroviario di quattro binari che, attraverso il ponte della Libertà, consente di raggiungere la stazione di testa di Venezia Santa Lucia.
La struttura è posta al confine tra i nuclei urbani di Mestre e di Marghera, che sono collegati da un cavalcavia e 3 sottopassi (pedonale, ciclo-pedonale e tramviario - quest'ultimo a servizio della linea Mestre-Marghera, con fermata proprio sotto la stazione).

## Storia
Dal 15 luglio 1908, in seguito all'attivazione della linea Mestre-Bassano, la stazione fu interessata dal traffico dei treni SIFV.
Fino al 1927 era denominata semplicemente Mestre.
All'inizio degli anni sessanta il fabbricato viaggiatori originario, ormai inadeguato alle esigenze, venne sostituito da un nuovo moderno edificio, inaugurato nel maggio del 1963.

### Ampliamenti
La stazione di Mestre è uno degli scali ferroviari della linea del cosiddetto Corridoio 5.
È inoltre in corso di realizzazione la rete del Sistema Ferroviario Metropolitano Regionale, che coinvolgerà tutte le linee in arrivo in tale stazione.
Per una migliore gestione del nodo ferroviario di Mestre sono stati realizzati numerosi lavori, tra I quali l'ampliamento del numero dei binari per I passeggeri, che sono passati da nove a quattordici (di cui uno tronco, lato Trieste).
La novità più importante è stata la riattivazione parziale della Linea dei Bivi, chiusa dal 1993. La parte riaperta va dal Bivio Marocco, posto sulla ferrovia Venezia – Udine, fino quasi all'ex Bivio Mirano compreso il raccordo ex Doppio Bivio Orgnano – Bivio Spinea proveniente dalla Ferrovia della Valsugana.

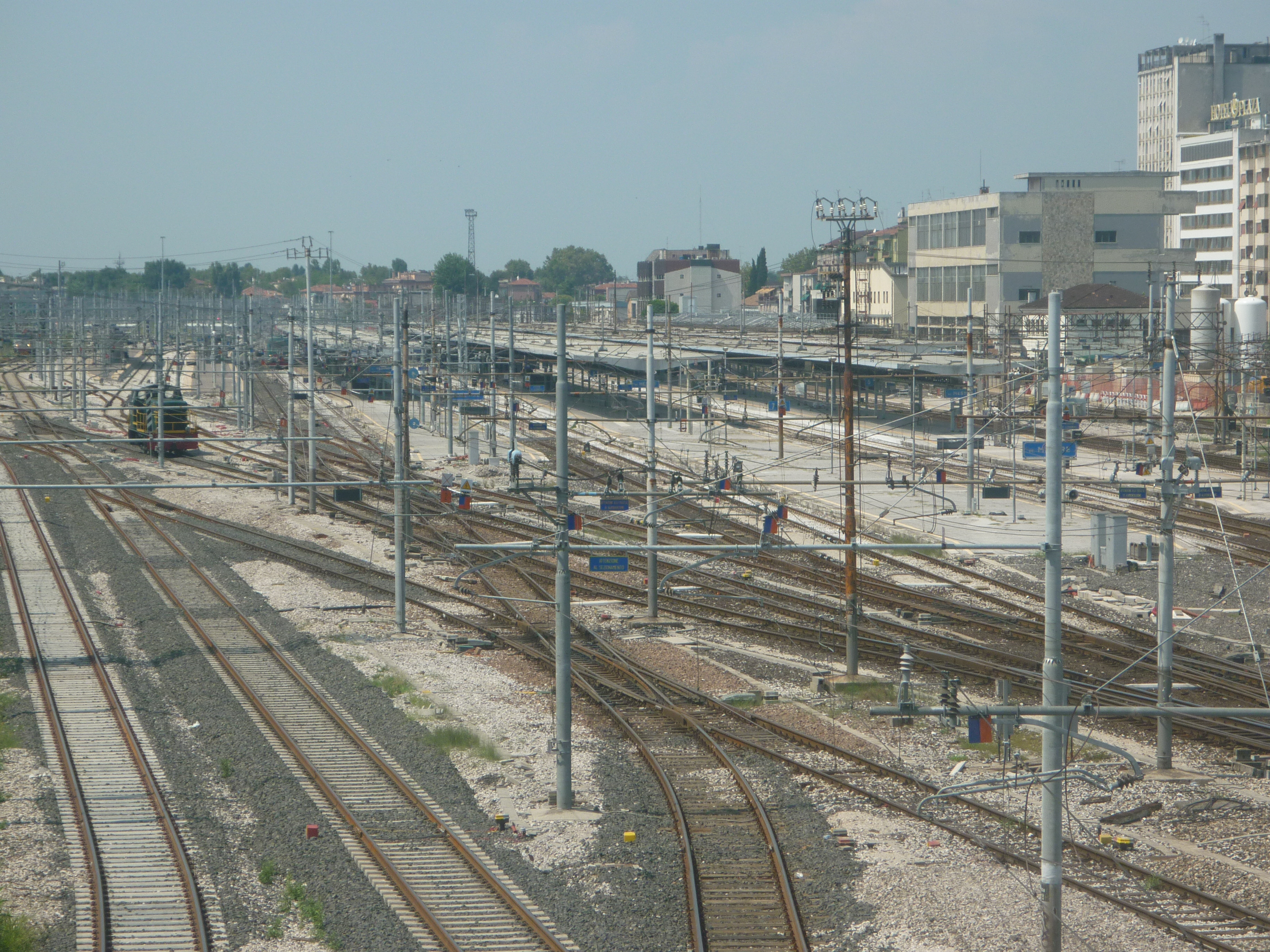
I binari della stazione, con alle spalle Venezia e il Ponte della Libertà. Il binario 1 si trova all'estrema destra.

Anziché confluire sulla ferrovia Milano – Venezia in direzione del capoluogo lombardo, la rinata Linea dei Bivi imbocca un viadotto in curva, lo Scavalco di Maerne, che la porta a superare i quattro binari della linea per Padova alla quale poi si affianca entrando nella stazione di Venezia Mestre. Questo permette innanzitutto di separare gli itinerari dai treni su Trento rispetto a quelli su Milano, creando inoltre un percorso alternativo per i treni della linea di Udine.
Il tratto ex Doppio Bivio Orgnano – Scavalco di Maerne – Venezia Mestre è stato inaugurato il 30 maggio 2008 ed è entrato in attività l'8 giugno. Il giorno prima è stata di conseguenza abbandonata la tratta della ferrovia della Valsugana dal Gruppo Scambi AV/AC (ex Quadrivio Catene) all'ex Doppio Bivio Orgnano, comprendente anche la fermata di Venezia Asseggiano. La sede ferroviaria dismessa verrà riutilizzata come pista ciclabile.
Nel primo semestre del 2009 sono stati sostituiti tutti i vecchi tabelloni a paletta con nuovi tabelloni a led e ne sono stati aggiunti di ulteriori.
L'ultima parte dei lavori è stato il duplicato del tratto tra il fabbricato viaggiatori e il bivio per Udine/Trieste.
Queste modifiche hanno consentito di assegnare ad ogni linea dei binari dedicati, riducendo al minimo gli incroci fra treni. In particolare i binari 1 e 2 sono assegnati alla linea di Trieste, il 3 e 4 a quella di Udine, il 5 e 6 alla linea AV/AC da Padova, il 9 e 10 alla linea storica da Padova, l'11 e 12 di Castelfranco Veneto/Bassano e il 13 per i treni di Adria; i binari 7 e 8 sono dedicati ai treni con termine corsa e origine a Mestre. Esistono anche i binari 14 e 15 che sono usati come binari di servizio per l'ingresso dei treni in deposito.
Il fabbricato viaggiatori invece vedrà una migliore organizzazione degli spazi, dalle attività commerciali ai servizi strettamente legati alla ferrovia, come le biglietterie.
Sarà inoltre pienamente accessibile ai disabili, grazie alla costruzione di ascensori per ogni banchina.
I lavori si sono conclusi nella prima metà del 2012.
A distanza di dieci anni dagli ultimi lavori, la stazione subirà un nuovo rifacimento, più sostanziale del precedente. Esso prevede la completa ricostruzione del fabbricato viaggiatori attuale accompagnato da delle torri, la costruzione di una piastra ciclo-pedonale sopraelevata per l'accesso ai binari e con funzione di collegamento tra le località di Mestre e Marghera. Il progetto prevede anche una rivisitazione importante degli spazi attigui lato Marghera: anche qui saranno presenti delle torri con funzioni commerciali e ricettive, affiancate da un parco e garage multipiano . La partenza dei lavori è prevista per il 2024.

## Traffico
La stazione di Mestre è il punto cruciale del sistema ferroviario del nord-est. Importante scalo per merci e passeggeri, accoglie quotidianamente circa 85 000 viaggiatori con 500 treni al giorno, cifre che la rendono l'ottava stazione ferroviaria italiana. Inoltre tale stazione è uno snodo strategico, in quanto vi convergono le linee Milano-Venezia, Venezia-Trieste, Venezia-Udine, Venezia-Trento, Adria-Mestre ed il tronco ferroviario di quattro binari per Venezia Santa Lucia.

## Trasporto pubblico
La stazione è servita da alcune linee extraurbane ATVO e da 13 linee urbane e 1 linea extraurbana Actv, di cui 6 in transito.

### Tranvia Malcontenta-Mestre
Fino alla metà degli anni '50 del XX secolo vicino alla stazione ferroviaria era presente il capolinea della tranvia Malcontenta-Mestre, collegato tramite un breve raccordo allo scalo merci di Mestre.

### Tranvia

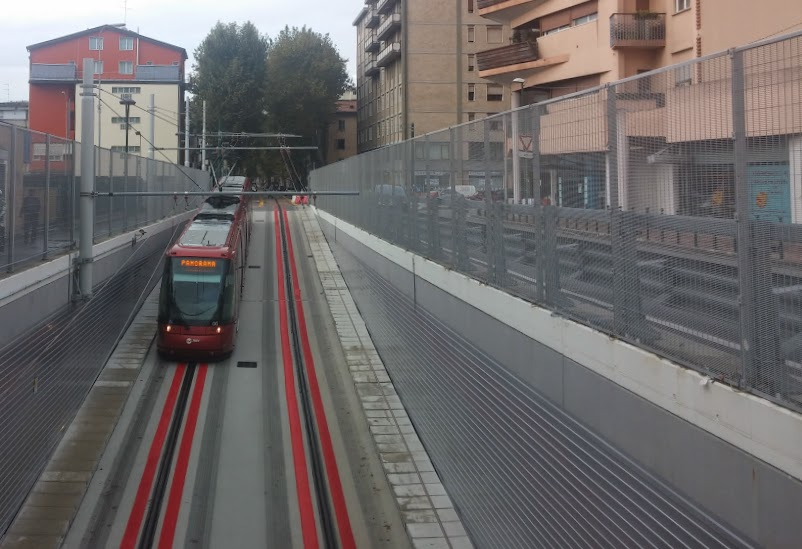
Tram di Mestre

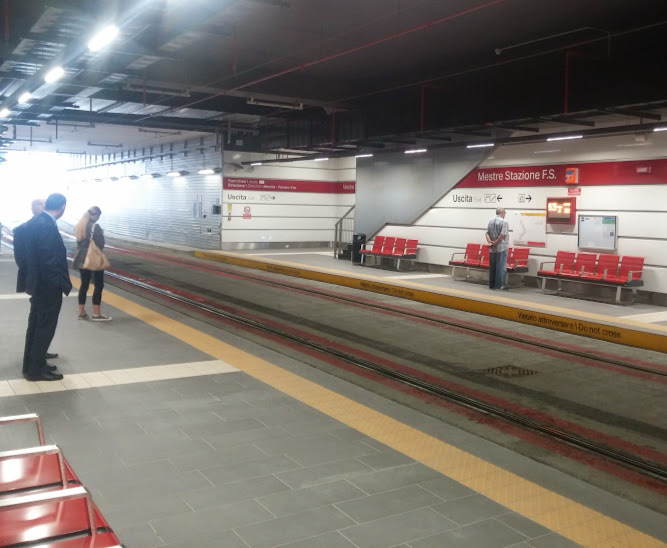
Fermata sotterranea "Mestre Stazione FS" del tram di Mestre

Sono terminati i lavori per la realizzazione di una tranvia su gomma (Translohr) che collega ora Favaro Veneto a Venezia (T1) e Mestre centro a Marghera (T2). La stazione di Mestre è quindi servita dalla linea T2. 
Attualmente, grazie ad un sottopasso, il nuovo mezzo è in grado di passare da Mestre (via Cappuccina) a Marghera (via Rizzardi) sotto i binari della stazione.
Dal 12 settembre 2014 la linea provvisoria T1 in servizio da Favaro Veneto a Marghera è stata prolungata fino al capolinea Panorama utilizzando il sottopasso tranviario sopracitato. La fermata precedente Stazione F.S. (collocata all'imbocco del sottopasso lato Mestre) è stata soppressa e sostituita da quella sotterranea.
L'accesso alla nuova Fermata si trova all'esterno della Stazione Ferroviaria di Mestre, è possibile raggiungerla percorrendo il binario 1 fino al termine della banchina dove, usciti dalla stazione e raggiunta la piazzetta antistante, sono presenti i due accessi al Tram (un per ogni senso di marcia) dotati di scale, ascensori e scale mobili.
I lavori del sottopasso hanno comportato la ristrutturazione della autostazione extraurbana adiacente alla ferrovia con capilinea degli autobus (Actv e ATVO).

## Servizi
La stazione dispone di :
- Accessibilità e assistenza per portatori di handicap
- Bar
- Biglietteria a sportello
- Biglietteria automatica
- Negozi
- Polizia ferroviaria
- Ristorante
- Servizi igienici
- Servizi bancari
- Parcheggio multipiano
- Deposito bagagli
- Ufficio informazioni

## Interscambi
- Fermata autobus
- Fermata tram T2
- Stazione taxi